# Librairie de livres anciens et d'occasion
Une librairie de livres anciens et d'occasion est un commerce de détail qui consiste à revendre des ouvrages ou documents peu courants ou retirés du circuit de l'édition courante à des amateurs et collectionneurs. Ce métier remonte aux origines du livre manuscrit et donc bien avant l'invention de l'imprimerie.

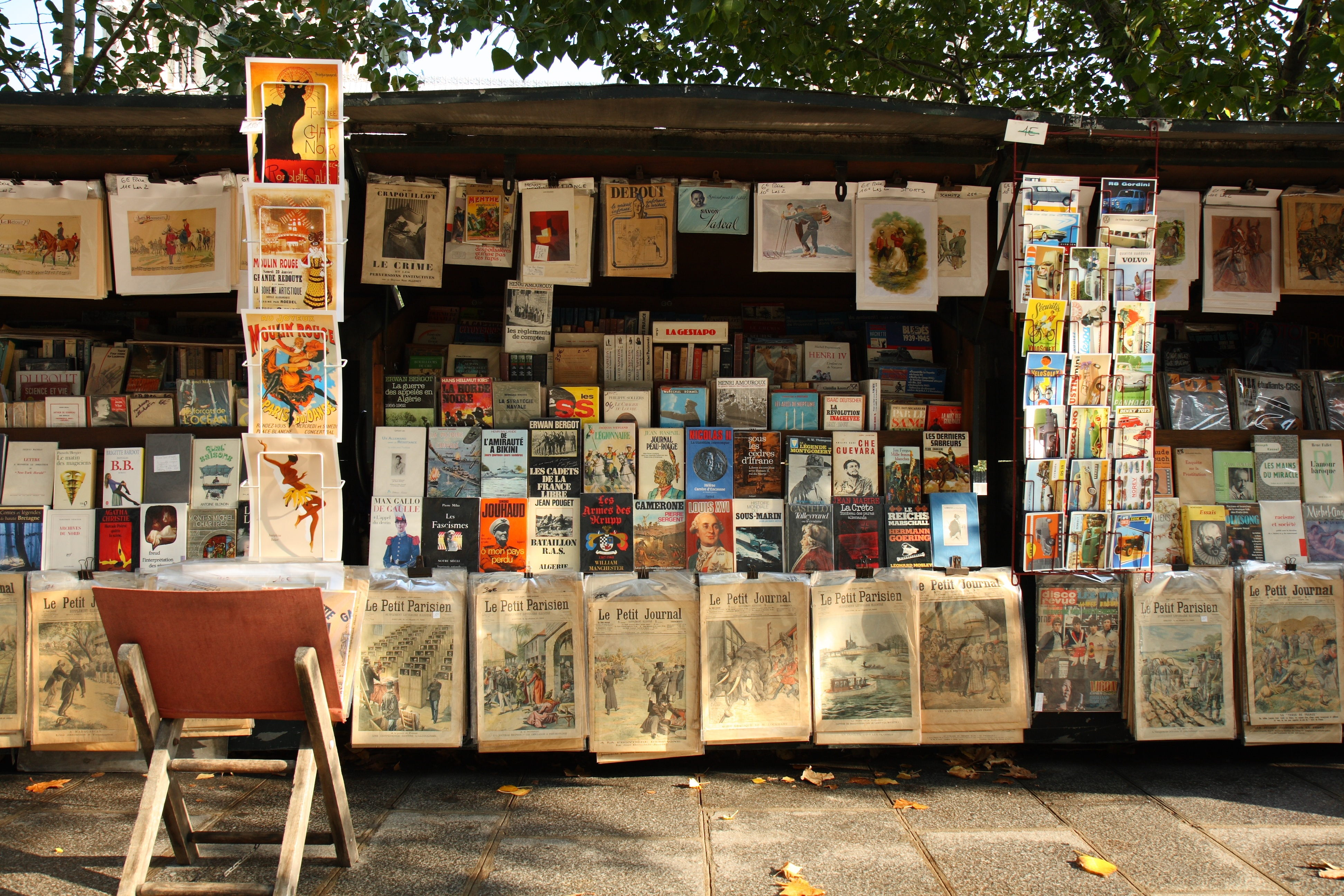
Boîtes d'un des bouquinistes de Paris, à proximité de Notre-Dame : affiches, vieux journaux et livres.

## Définitions et limites du métier
Si on distingue le livre ancien et le livre d'occasion, la notion de « livre ancien » demeure aléatoire : on ne sait pas exactement ce qui confère à un livre le label d'ancienneté[réf. nécessaire]. 
Un livre peut devenir "ancien" dès lors qu'il n'est plus disponible chez l'éditeur ni dans le circuit normal de la librairie, et qu'il ne se trouve plus que dans le commerce d'occasion. 
Une librairie de livres anciens peut posséder un fonds regroupant des documents de diverses natures. Ces documents, suivant leur indice de rareté, sont assimilés parfois à des objets d'art et pour la plupart, il existe une cote[réf. nécessaire]. 
On y trouve des livres rares voire précieux, des manuscrits, des autographes, des affiches et gravures, des anciennes cartes géographiques, des partitions de musique, ou d'autres documents d'antiquité, comme des périodiques, des vieux papiers, des ex-libris, des objets liés peu ou prou au livre, etc. C'est l'endroit de collectionneurs, de bibliophiles, qui vont se concentrer sur tel ou tel édition, période, forme de reliure, auteur, éditeur, etc. Certains ouvrages peuvent atteindre des prix très élevés, c'est le cas des manuscrits antiques et médiévaux, des incunables, mais aussi d'ouvrages publiés aux XVIe – XXe siècles.
Une librairie spécialisée dans le livre d'occasion quant à elle se concentre en général sur des ouvrages dits contemporains, fabriqués depuis en gros 1920[réf. nécessaire], ainsi que sur des ouvrages neufs retirés du marché courant dit "des nouveautés". Ceux-ci possèdent un ISBN qui permet leur identification et leur indexation en relation avec des bases de données. « Livre épuisé » est au sens où le libraire généraliste ne parvient pas à le commander pour son client[réf. nécessaire].
Bien entendu, à mesure que le temps passe, des ouvrages fabriqués au siècle dernier, mais à petit tirage ou selon des procédés couteux, par exemple associant des plasticiens, peuvent atteindre des cotes très élevées. Les prix dépendent de l'état du marché du livre ancien.
En France, le livre neuf doit être vendu par un libraire généraliste à prix unique avec une sur le plan de la TVA à 5,5% [Quand ?]. En revanche, les personnes qui, dans le cadre de leur activité économique, acquièrent en leur nom propre, en vue de leur revente, des biens d'occasion tels que les livres, sont susceptibles de payer une TVA à 5,5 % et de 20 % en cas de dépôt-vente.

## Histoire du métier

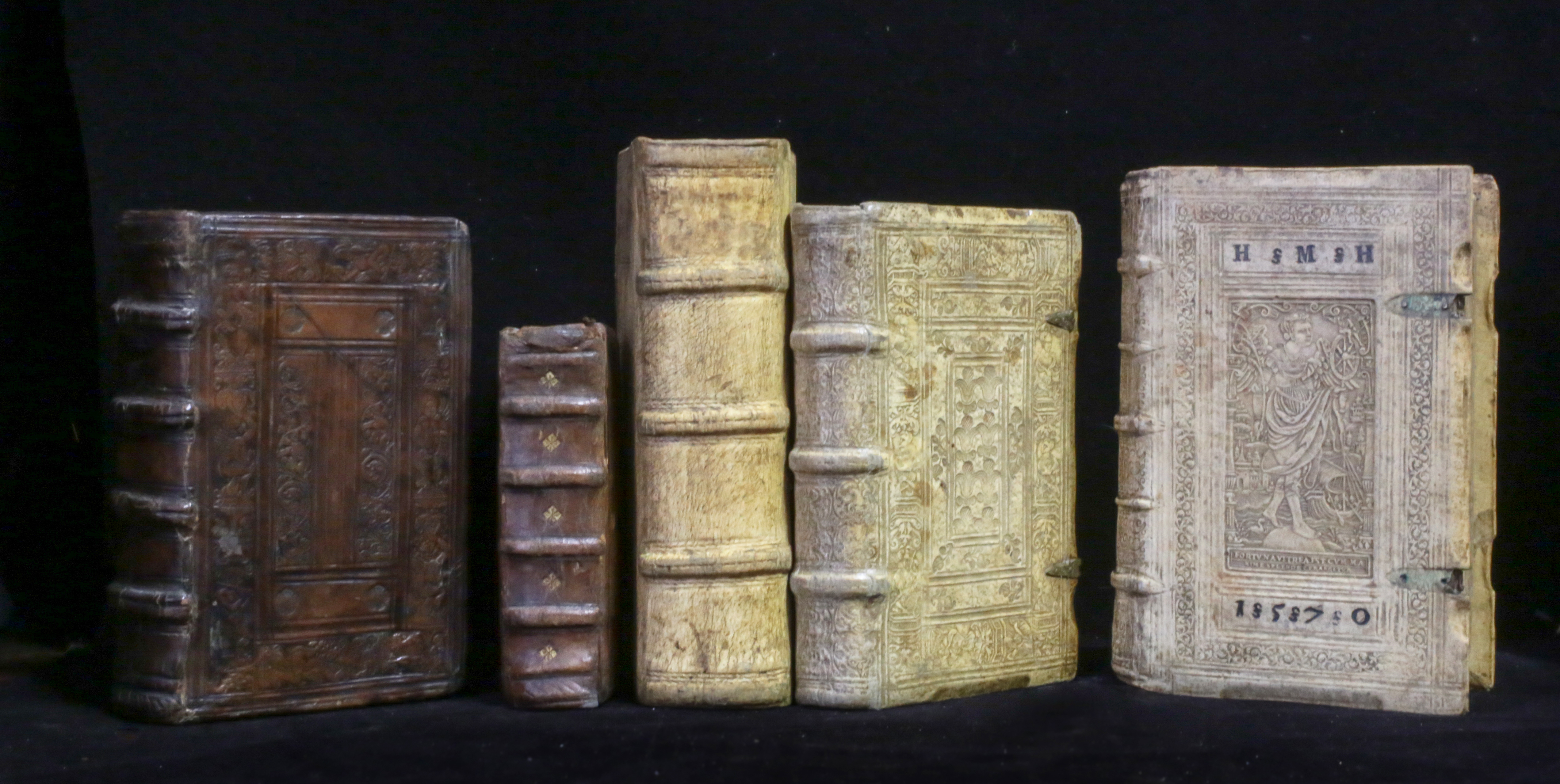
Livres anciens - Reliures du XVIe siècle (Renaissance)

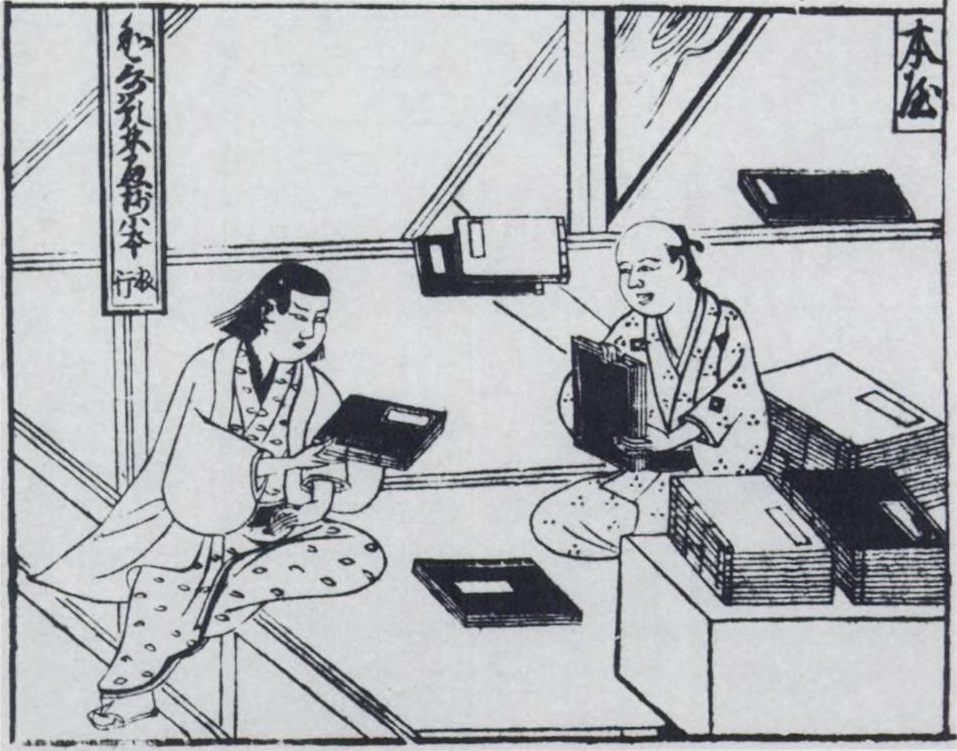
Un vendeur de livres et son client au Japon, gravure de 1690 (Bibliothèque nationale de la Diète, Tokyo).

Les premiers collectionneurs seraient issus de la Mésopotamie ancienne, considérée comme le « berceau de l'écriture » et le terme est également fréquemment associées à des figures comme Aristote, surnommé « le liseur » par Platon ou bien Noé, considéré comme « le premier bibliophile de l'histoire ». Ce commerce remonte à l'Antiquité : l'exemple le plus célèbre est rapporté au moment de la constitution de la bibliothèque d'Alexandrie à partir du IIIe siècle av. J.-C., quand, moins d'un siècle plus tard, tout autour, se constituent d'importants réseaux et trafics de manuscrits. De folles sommes sont alors consacrées à la quête d'ouvrages considérés comme précieux ; des faux — des rouleaux de textes anciens rafistolés, où l'authentique et l'apocryphe se mélangeaient — surgissent afin de répondre à une demande excitée par l'apparition de bibliothèques concurrentes comme Pergame, Antioche, Rome, Athènes. 
La découverte, vers 1752-1754, de la villa des Papyrus située sur le chantier des fouilles d'Herculanum, permit de mettre au jour une bibliothèque privée contenant près de 2 000 rouleaux : l'achat de manuscrits n'était donc pas l'apanage des centres de recherches. Sans doute faut-il imaginer ce métier au regard de celui du courtier, une personne qui connaît sa clientèle, et part en chasse de l'objet convoité. S'il n'a pas nécessairement une échoppe, il possède en revanche un sens aigu de ce qui plait aux publics lettrés. Au début du IVe siècle, les nombreux centres de savoir qu'étaient les bibliothèques mentionnées ci-dessus disparaissent. Vient alors le temps de lieux marginaux, comme les couvents, ou de copies privées sporadiques, tandis que Byzance, dès 357, devient pour plusieurs siècles, la plaque tournante de ce commerce. Pour se figurer le commerce du manuscrit au Moyen Âge on peut se reporter au roman Le Nom de la rose (1980) écrit par un grand spécialiste de l'histoire du livre et de la lecture, Umberto Eco, dans lequel un enquêteur découvre un complot au cœur d'un monastère et le rôle d'un précieux manuscrit d'Aristote lequel prend la forme d'un gros codex jalousement dissimulé et qui disparaîtra dans les flammes. Cette fiction met en scène l'unicum, le livre le plus précieux qui soit, l'exemplaire réputé unique et que des générations d'individus vont chercher à trouver. Mythe ou réalité, la quête d'un livre rare et précieux par un marchand constitue non seulement le clou de la carrière de celui-ci, permettant ainsi d'asseoir sa réputation, mais aussi l'un des moteurs de l'esprit de collection et de toute bibliothèque de prestige.
Le terme « bibliophilie » est apparu vers 1740. Dans l'Europe du XVIIe siècle, émerge la notion de « vieils livres » qui correspond au concept moderne de livres d'occasion : on rapporte qu'un prêtre séculier de Rouen consacra vers 1640 en une fois « la somme de 481 sols à l'achat de huit livres dont cinq datant du siècle précédent ». On se fournit auprès des notaires qui dressent des inventaires de biens après décès et prononce la liquidation, opération dans laquelle la bibliothèque privée figure en bonne place. Des lots d'ouvrages sont en partie rachetés par des libraires qui se spécialisent alors dans ce type de vente. Sous l'Ancien Régime, quand Denis Diderot écrivait dans sa Lettre sur le commerce de la librairie « J’ai à peu près exercé la double profession d’auteur et de libraire », c’est au libraire-éditeur qu’il pensait, à celui que nous appelons aujourd’hui « éditeur ». Et quand un auteur de cette époque parle de son « libraire », il ne s’agit pas du commerçant à qui il commande des livres, mais de son éditeur. Les acteurs économiques sont en ce temps-là nombreux : l’auteur, le ou les copistes, le libraire-éditeur, le libraire-imprimeur, le censeur (si le livre paraît « avec approbation et privilège du Roi »), le correcteur, le relieur, le marchand-libraire ou le colporteur. Ces deux dernières catégories incluent des marchands de livres anciens, dépareillés, de seconde main, mais aussi des réimpressions libres de circuler sans l'aval de l'autorité et fabriquées sur un papier de moindre qualité.
La spécialisation, avec d'un côté des marchands de livres anciens, de l'autre, des librairies proposant uniquement des nouveautés s’est toutefois surtout développée à partir du début du XIXe siècle, notamment en raison de la scission à cette époque entre les métiers de libraire, d’éditeur et d'imprimeur. 
La principale raison est l'industrialisation croissante de la chaîne de fabrication du livre et de l'imprimé en général : entre 1790 et 1850, des machines de plus en plus performantes vont permettre de produire du papier en grande quantité, d'imprimer des ouvrages à la chaîne sur des presses intégrant même le façonnage. 
Ce passage de l'artisanat à l'industrie entraîne une rotation et une circulation plus rapide des ouvrages, le neuf chassant le vieux, au sein d'un nouveau système de distribution dans lequel s'insère le libraire vendant de l'occasion.
En 1804, est signalé à Paris la vente d'une bibliothèque par un libraire mentionnant sur la couverture de son catalogue « livres rares et précieux ». Durant et après la Révolution française, de nombreuses bibliothèques prestigieuses ont changé de main et ont été dispersées, jetant sur le marché des centaines de milliers d'ouvrages. La place de Londres devient pendant un temps le centre de ce commerce. 
Plus tard, l’industrialisation et la baisse des coûts d’impression va considérablement augmenter le nombre de rééditions et ainsi faire évoluer le métier de libraire de livres anciens. Dorénavant, on distingue d'une part le bouquiniste, spécialiste du livre d’occasion c'est-à-dire de seconde main, qui sera revendu moins cher que son équivalent neuf, et d'autre part le libraire de livres anciens. Celui-ci revend des livres « rares ou précieux »[réf. nécessaire], soit qu’ils n’aient pas été réédités, soit que l’exemplaire présente une particularité qui lui donne de la valeur (édition originale, dédicacée par l’auteur à l’un de ses proches, élégamment reliée…)[réf. nécessaire].
Se voit distinguer parmi les libraires d’anciens ceux qui possèdent un haut niveau de spécialisation (par discipline, domaine ou époque). Certains par exemple ne vendent que des curiosités, d'autres uniquement de vieux livres de poche ou bandes dessinées. 
Si la plus grande librairie d'anciens et d'occasions se trouve être actuellement[Quand ?] le Strand Bookstore à New York, le site Amazon, de son côté, revendique sur sa page d'accueil être la plus grande librairie en ligne en termes de volumes disponibles, y compris sur le marché de l'ancien.

## Un métier structuré et ramifié

### Réseau de vente du livre ancien et d’occasion

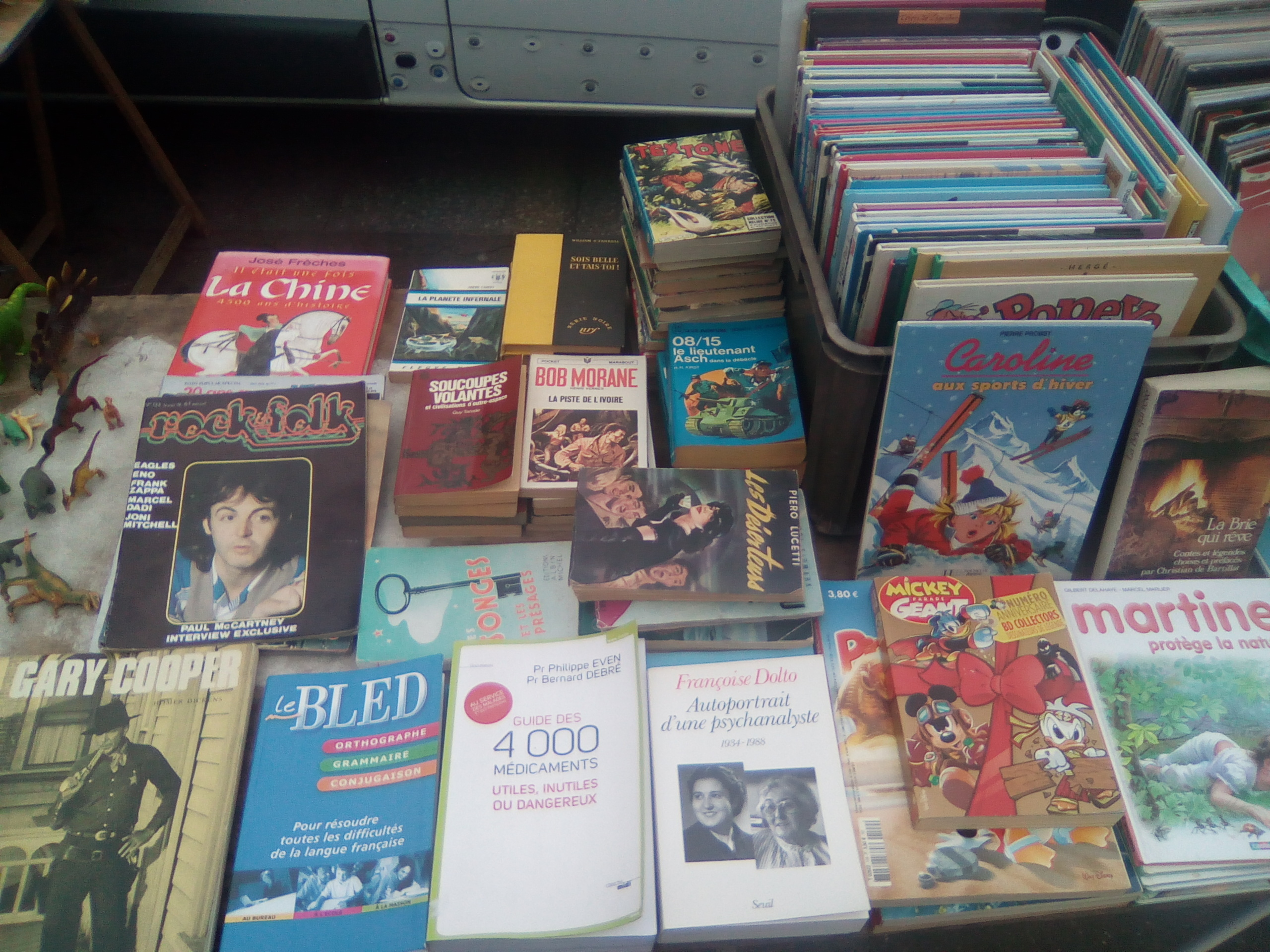
L'étal d'un bouquiniste vendant sa marchandise dans la rue.

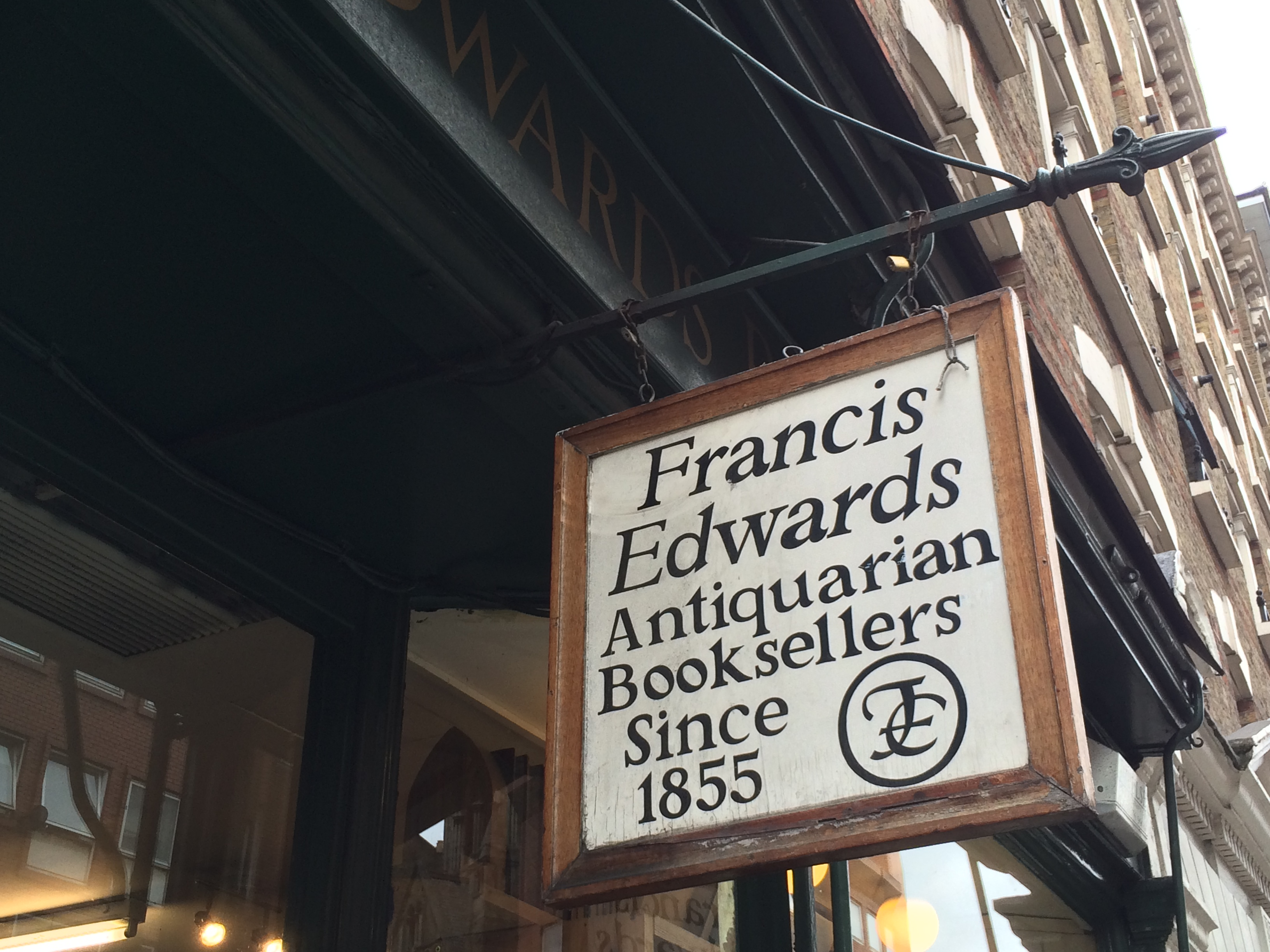
L'ancienne librairie de livres anciens de Francis Edwards dans le West End de Londres

De façon assez paradoxale, coexistent un grand nombre de libraires importants ainsi que de plus petits libraires très compétents[réf. nécessaire]. Ils participent tous d'un important réseau international de libraires spécialisés. 
Les pôles de marchés les plus importants de la bibliophilie se situent en Europe de l'Ouest, en Amérique du Nord et au Japon[réf. nécessaire].
En Europe, où s'est développé depuis les années 1980 un réseau de villages du livre dans lesquels se sont installés des commerces de vente de livres d'occasion[réf. nécessaire]. les acheteurs sont principalement des collectionneurs privés, alors qu’aux États-Unis ce sont en revanche les bibliothèques qui représentent l’essentiel du marché[réf. nécessaire]. 
Il existe un commerce international du livre précieux, drainé notamment par les grandes bibliothèques des universités américaines comme la Houghton Library à Harvard, la bibliothèque d'Austin au Texas, ou encore la John Carter Library. Ces universités alimentent leurs fonds d'acquisition grâce à d'importants dons financiers privés[réf. nécessaire]. 
Les passionnés actifs en France représentent « entre 50000 et 100000 personnes », ce qui fait que « la bibliophilie est la collection la plus répandue dans l'Hexagone, devant les pièces de monnaie ou les timbres ». Ils ont leur « marché du livre ancien », les samedi et dimanche à Paris au parc Georges-Brassens et leur « Salon du Livre rare », salle Olympe de Gouges chaque année début novembre, avec son « Stand Découverte », espace de mise en route avec des libraires en charge de l'initiation des pratiques utiles, comme la lecture des catalogues, qui permet aux amateurs de comprendre les critères de choix, ou l'acquisition du vocabulaire spécifique, comme « achevé d'imprimer », pour mention de la date d'impression et du nom de l'imprimeur, placée à la fin d'un livre, incunable ouvrage datant de l'origine de l'imprimerie (1454) jusqu'à l'année 1500 ou « collationner », pratique nécessaire pour établir une comparaison entre deux exemplaires, vérifiant qu'aucune page ne manque.

### Le marché international du livre ancien
La première foire internationale de libraires d'anciens s'est tenue à Londres en 1958, organisée par la Antiquarian Booksellers’ Association, structure fédérative britannique fondée en 1906, qui fut la première association de libraires de livres anciens au monde.
D'autres associations et syndicats représentent le livre ancien. En France, le Syndicat de la librairie ancienne et moderne (Slam), fondé en 1914, représente la librairie ancienne. 
La Ligue internationale de la librairie ancienne (Lila/Ilab) est une fédération internationale fondée en 1947 regroupant une trentaine d’associations nationales dans le monde, dont le Slam pour la France. L'Antiquarian Booksellers' Association of America (Abaa) est la structure pour les États-Unis, elle a été créée en 1949.

## La vente en ligne de livres anciens et d'occasion
Jusqu’à l'avènement d'Internet le commerce de livres anciens se faisait essentiellement par la publication régulière d’un catalogue envoyé non seulement aux bibliophiles mais à toute personne qui en faisait la demande, permettant au vendeur de constituer son fichier-client[réf. nécessaire].
Par la suite, la multiplication des catalogues informatisés transformés en base de données de vente en ligne a fortement modifié le métier des libraires de livres anciens et d’occasion, confrontés à des mastodontes « devenus en quelques années les nouveaux rois du commerce d'éditions originales ». Un sondage auprès de 432 professionnels français (sur environ 1 500 en France) montre dès 2007 que l'immense majorité, 78,6 %, voient dans le recours à Internet "une évolution inévitable". Le canadien Abebooks est alors considéré comme le leader mondial du livre ancien et rare avec 100 millions de livres en stock revendiqués et 13500 libraires affiliés, devant des généralistes comme eBay ou spécialisés comme Galaxidion, Livre-Rare-Book, et Chapitre.com.
Des moteurs de recherches et des portails permettent aux amateurs de trouver plus aisément des ouvrages anciens ou rares, et aussi de faire jouer l'offre et la demande grâce à une grille comparative[réf. nécessaire]. Suivant l'état, le prix de l'ouvrage peut ainsi varier sensiblement, mais le client doit tenir compte des distances, des délais et coûts de livraison. On peut aussi solliciter certains sites dans le cadre d'une recherche via un protocole d'enregistrement qui prend en compte les centres d'intérêt du collectionneur ; celui-ci est alors sollicité, de temps en temps, sous la forme d'une offre optionnelle et non exclusive[réf. nécessaire]. 
À partir d'un certain niveau de prix, il est recommandé[Par qui ?] de solliciter directement le vendeur afin de s'assurer que la description de l'objet corresponde bien à la réalité[réf. nécessaire].
Le développement en ligne du commerce de livres anciens, ainsi que l'émergence d'une offre sous la forme du livre numérique et de l'impression à la demande, ont amené de nouveaux défis à relever pour la législation autour du marché du livre d'occasion.
Une étude montre qu'une édition originale du Discours de la méthode de Descartes relié en vélin de 1637, qui s’échangeait moins d’un napoléon en 1851, en valait 5 000 en 2004. Et selon la même source, le prix d’une édition originale reliée en maroquin du XIXe siècle du "Bourgeois gentilhomme" (Molière), “était multiplié par plus de 18 entre 1976 et juin 2001, tandis que l’indice Dow Jones était multiplié par moins de 10”.

## Représentations et iconographie

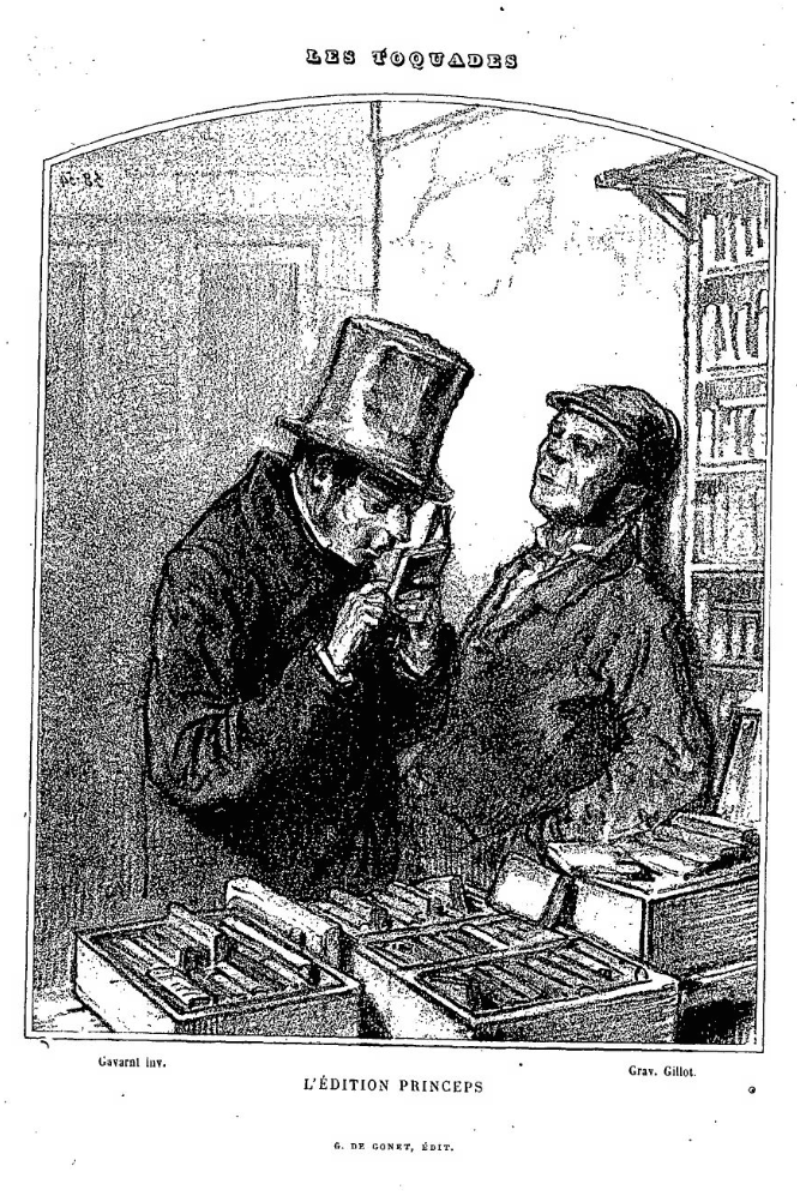
« L'édition princeps », d'après une lithographie de Paul Gavarni (vers 1858).

Ce commerce donne lieu à de nombreuses représentations. Au XVIIIe siècle apparaissent des caricatures et gravures mettant en scène ce métier ainsi que les amateurs de livres anciens ; citons le fameux Bookseller and Author (1784) de Thomas Rowlandson.
En littérature, au XIXe siècle, il n'est pas rare que la figure du libraire d'anciens serve de trame narrative. Certains récits s'inspirent de faits réels comme celui rapporté le 23 octobre 1836, par La Gazette des tribunaux intitulé « Le bibliomane ou le nouveau Cardillac », qui relate l’histoire d’un libraire barcelonais qui assassinait les clients lui ayant acheté ses livres les plus rares, afin de récupérer les précieux ouvrages dont il répugnait à se défaire. Fasciné par ce fait divers, Gustave Flaubert s'en inspire et produit Bibliomanie en février 1837, l'un de ses tout premiers écrits. La librairie d'anciens est au cœur d'un récit quand un personnage, le bibliophile, avec ses obsessions et manies, est vu comme une véritable figure du paysage urbain occidental. Ainsi, en France, sous la plume de Charles Nodier, bibliophile lui-même, dans les récits duquel on croise de cocasses figures de revendeurs. En 1852, Jules Champfleury, fait paraître ses Excentriques, courts récits anecdotiques convoquant les acteurs de ce monde bien particulier qui se structure et s'organise en réseaux : « des salles des ventes aux établissements des grands libraires parisiens [...], en passant par les bouquinistes des quais, les bibliophiles ne cessent de se rencontrer et d’échanger leurs vues, permettant ainsi l’élaboration d’un système de valeurs propre à leur communauté ». Le bouquiniste de bord de Seine devient une figure du Paris pittoresque. Plus proche de nous, on peut mentionner par exemple une nouvelle de Stefan Zweig, Le Bouquiniste Mendel (1935) ; ou encore Le Libraire (1960) de Gérard Bessette, roman québécois où est décrit un local secret dans lequel sont remisés de vieux livres interdits par les autorités religieuses et devenu objet de scandale.

## Cinéma
Dans Wolfgang Petersen, L'Histoire sans fin (1984), film lui-même inspiré d'un roman, un jeune garçon vient voler un vieil ouvrage chez un libraire de livres d'occasion. 
Chez Roman Polanski, La Neuvième Porte (1999), est également tiré d'un roman et mis en scène un expert en livre ancien.

### Articles liés
- Marché du livre ancien et d'occasion
- Bibliophilie
- Histoire du livre
- Librairie
- Marché de l'art
- Livre d'occasion